# Malta Freeport
Malta Freeport (nazywany także portem Marsaxlokk) – międzynarodowy port morski znajdujący się w zatoce Marsaxlokk na Malcie nad Morzem Śródziemnym. Jako trzeci co do wielkości port przeładunkowy na Morzu Śródziemnym, Malta Freeport jest węzłem na szlakach żeglugowych z Europy, Afryki i Zachodniej Azji. Obecnie trwa rozbudowa portu: terminali, długości nabrzeża i powiększenie powierzchni portu z 68 do 79 hektarów.

## Statystyki
Wraz z Wielkim Portem jest jednym z dwóch głównych maltańskich portów. Malta Freeport jest dziewiątym co do wielkości portem morskim w Europie pod względem przeładunku kontenerów. W 2015 roku przeładowano w nim 3,06 miliona kontenerów typu TEU oraz obsłużono 2189 statków. 
Statystyki przeładunkowe kontenerów w porcie w ostatnich kilku latach: 

## Opis techniczny
Port składa się z dwóch terminali kontenerowych o łącznej powierzchni 713 000 m² (ponad 71 ha, 0,72 km²), w których znajduje się sześć nabrzeży o łącznej długości 2801 metrów. Terminal 1 ma dwa nabrzeża i łączność długość nabrzeży wynoszącą 1290 metrów oraz powierzchnię 489 000 m² (ok. 49 ha). Terminal 2 ma cztery nabrzeża i łączną długość nabrzeży wynoszącą 1511 metrów oraz powierzchnię 224 000 m² (ponad 22 ha). Jest to także największy port rybacki na Malcie, stanowiący bazę dla 70% maltańskiej floty rybackiej.

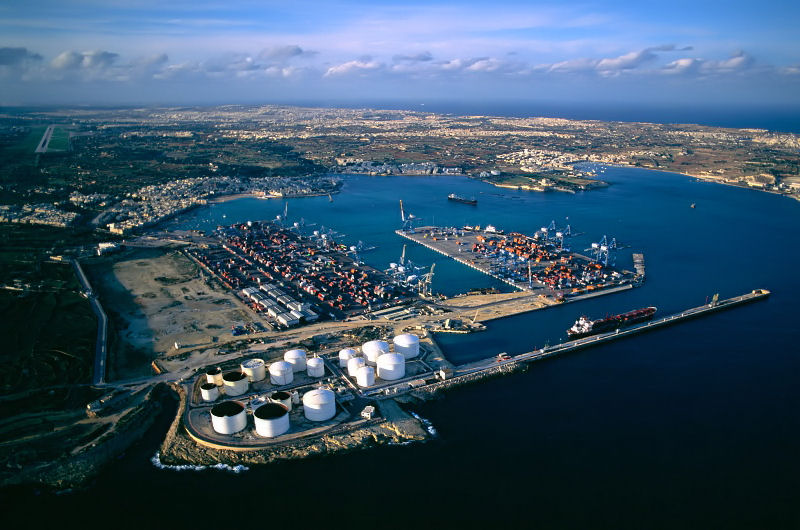
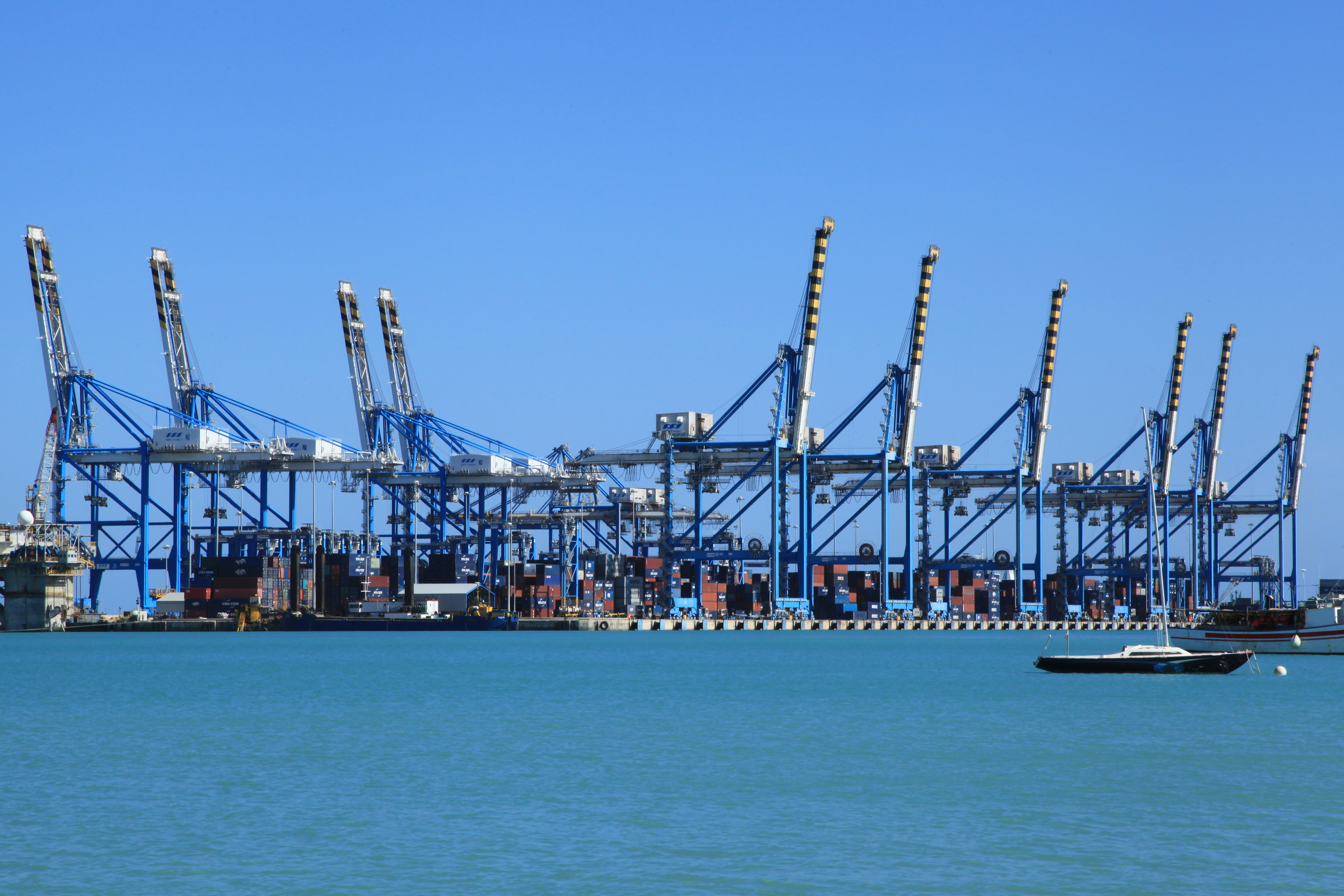
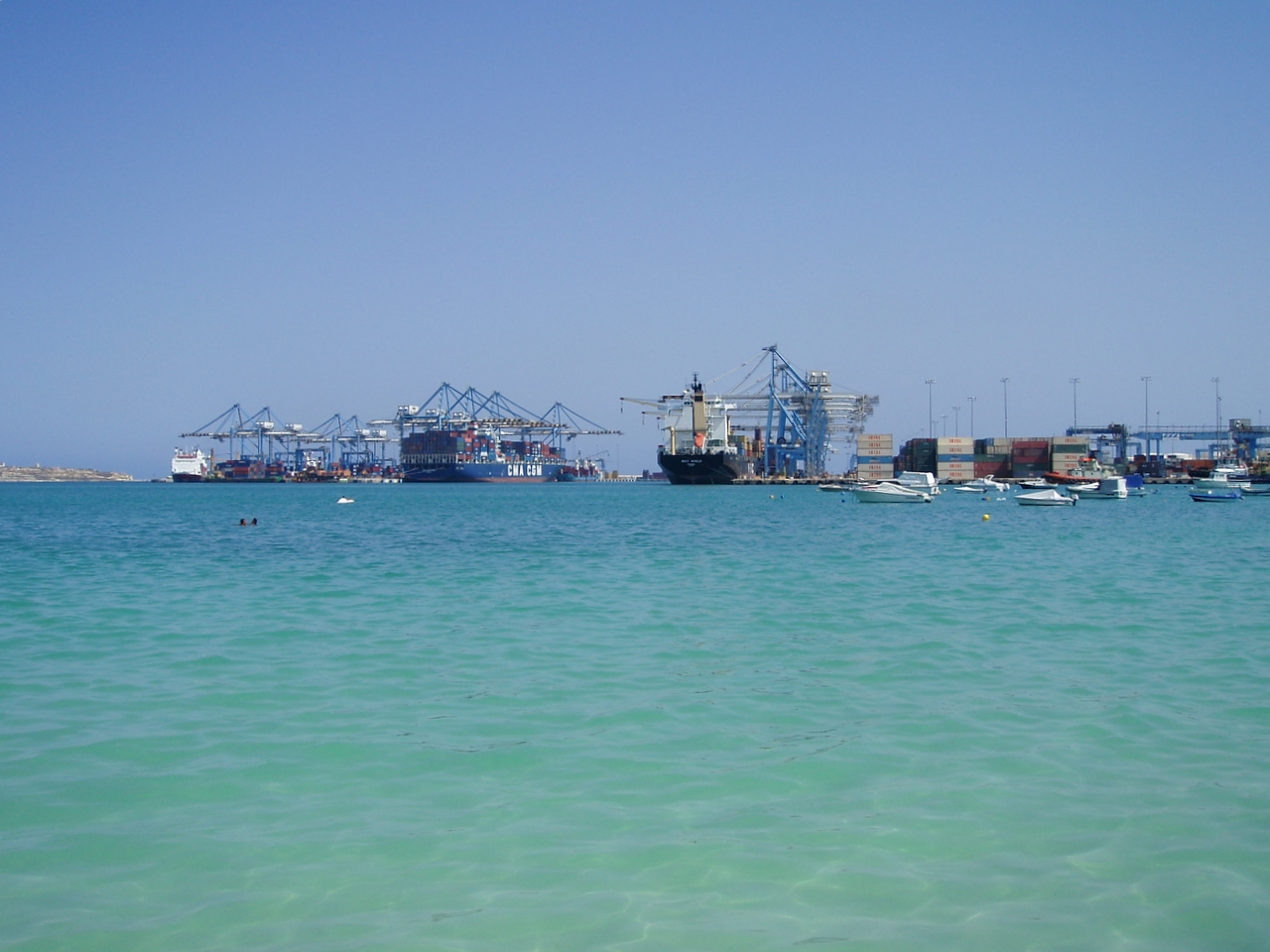